# Władysław Majewski (1830–1887)
Władysław Majewski ps. „Żaboklicki” (ur. w 1830, zm. 29 stycznia 1887 w Zakozielu) – ziemianin, powstaniec styczniowy, działacz gospodarczy

## Życiorys
Ukończył szkołę średnią w Warszawie oraz Instytut Agronomiczny w Marymoncie. Ziemianin, najpierw dzierżawca majątku Zagórzany w pow. olkuskim, następnie właściciel Dylowa w pow. wieluńskim. Od 1861 roku był członkiem Towarzystwa Rolniczego w Królestwie Polskim.
Od 1862 roku członek organizacji „białych”. Po wybuchu powstania styczniowego nawiązał kontakt z organizacją "czerwonych" a po przystąpieniu "białych" do powstania w marcu 1863 został naczelnikiem cywilnym województwa kaliskiego z ramienia tajnego Rządu Narodowego. Na tej funkcji wyróżnił się sprawnością działania. Po aresztowaniu w połowie lipca 1863 jego sekretarza E. Prądzyńskiego zrezygnował z funkcji i ukrył się. Od sierpnia 1863 roku przebywał w Krakowie pod pseudonimem Żaboklicki i pełnił do 2 października funkcję komisarza rządowego Galicji Zachodniej. Po wprowadzeniu dyktatury Romuald Traugutt mianował go komisarzem pełnomocnym na zabór austriacki. W ocenie członków Rządu Narodowego niewiele zdziałał w zakresie zwiększenia pomocy społeczeństwa galicyjskiego na rzecz powstania, zarzucano mu uległość w stosunku do miejscowych działaczy ziemiańskich. Po ogłoszeniu w Galicji stanu oblężenia 2 marca 1864 roku wydał odezwę nawołującą członków organizacji spiskowej do wytrwania w pracy. Sam jednak już w końcu kwietnia 1864 zbiegł do Paryża.
Po powrocie do kraju w 1867 roku pracował w bankach w Krakowie i Stanisławowie. W latach 1875–1879 był agentem Galicyjskiego Banku dla Handlu i Przemysłu w Oświęcimiu. Następnie pracował w Union-Bank w Wiedniu, najpierw jako urzędnik a potem dyrektor. Po uzyskaniu amnestii od rządu rosyjskiego zamieszkał na Litwie, gdzie był administratorem dóbr Orzeszków w Zakozielu (pow. kobryński), gdzie zmarł.

## Rodzina
Pochodził z rodziny neofickiej pochodzenia żydowskiego. Syn Józefa Majewskiego i Agaty Niegodzińskiej. Jego bratem był Karol Majewski przewodniczący Rządu Narodowego w powstaniu styczniowym oraz prawnik Wincenty Majewski (1807–1888). W 1856 ożenił się z Florentyna Marianną z Plichtów. Mieli syna Stefana (1867–1944) oficera c. k. armii austro-węgierskiej i generała Wojska Polskiego i corkę Marię (żona dr Wiktora Feliksa Fiwegera).